# Ardovo
Ardovo este o comună slovacă, aflată în districtul Rožňava din regiunea Košice. Localitatea se află la altitudinea de 268 m deasupra n.m., se întinde pe o suprafață de 1,183 km2 și în 2017 număra 160 de locuitori.

## Istoric
Localitatea Ardovo este atestată documentar din 1293.

## Demografie
| An:                | 1994 | 2004   | 2014   | 2024    |
| ------------------ | ---- | ------ | ------ | ------- |
| Număr de persoane: | 174  | 180    | 169    | 144     |
| Diferență:         |      | +3,44% | −6,11% | −14,79% |

| An:                | 2023 | 2024   |
| ------------------ | ---- | ------ |
| Număr de persoane: | 147  | 144    |
| Diferență:         |      | −2,04% |